# Гудымово
Гудымово (укр. Гудимове, до 2024 года — Пе́рше Тра́вня) — село, входит в Обуховский район Киевской области Украины.
Население по переписи 2001 года составляло 459 человек. Почтовый индекс — 08707. Телефонный код — 4572. Занимает площадь 0,267 км². Код КОАТУУ — 3223186601.

## Местный совет
08707, Київська обл., Обухівський р-н, с. Гудимове, вул. Гудима, 7